# Vatikanstatens riksvapen

Vatikanstatens riksvapen.

Vatikanstatens riksvapen då påve saknas.

Vatikanstatens riksvapen består bland annat av den påvliga tiaran och himmelrikets nycklar. När påvestolen står tom byter man ut tiaran mot ett parasoll.